# رحیم‌آباد (چشمه زیارت، یک)
رحیم‌آباد روستایی در دهستان چشمه زیارت بخش مرکزی شهرستان زاهدان استان سیستان و بلوچستان ایران است.

## جمعیت
بر پایه سرشماری عمومی نفوس و مسکن در سال ۱۳۹۵ جمعیت این روستا ۸۹ نفر (۱۸خانوار) بوده‌است.